# Казал ди Принчипе
Казал ди Принчипе (итал. Casal di Principe) је насеље у Италији у округу Казерта, региону Кампанија.
Према процени из 2011. у насељу је живело 20589 становника. Насеље се налази на надморској висини од 16 м.

## Становништво
| 1951.  | 1961.  | 1971.  | 1981.  | 1991.  | 2001.  | 2011.  |
| ------ | ------ | ------ | ------ | ------ | ------ | ------ |
| 11.544 | 13.980 | 15.716 | 16.706 | 18.499 | 19.859 | 20.828 |